# Tanami-sivatag

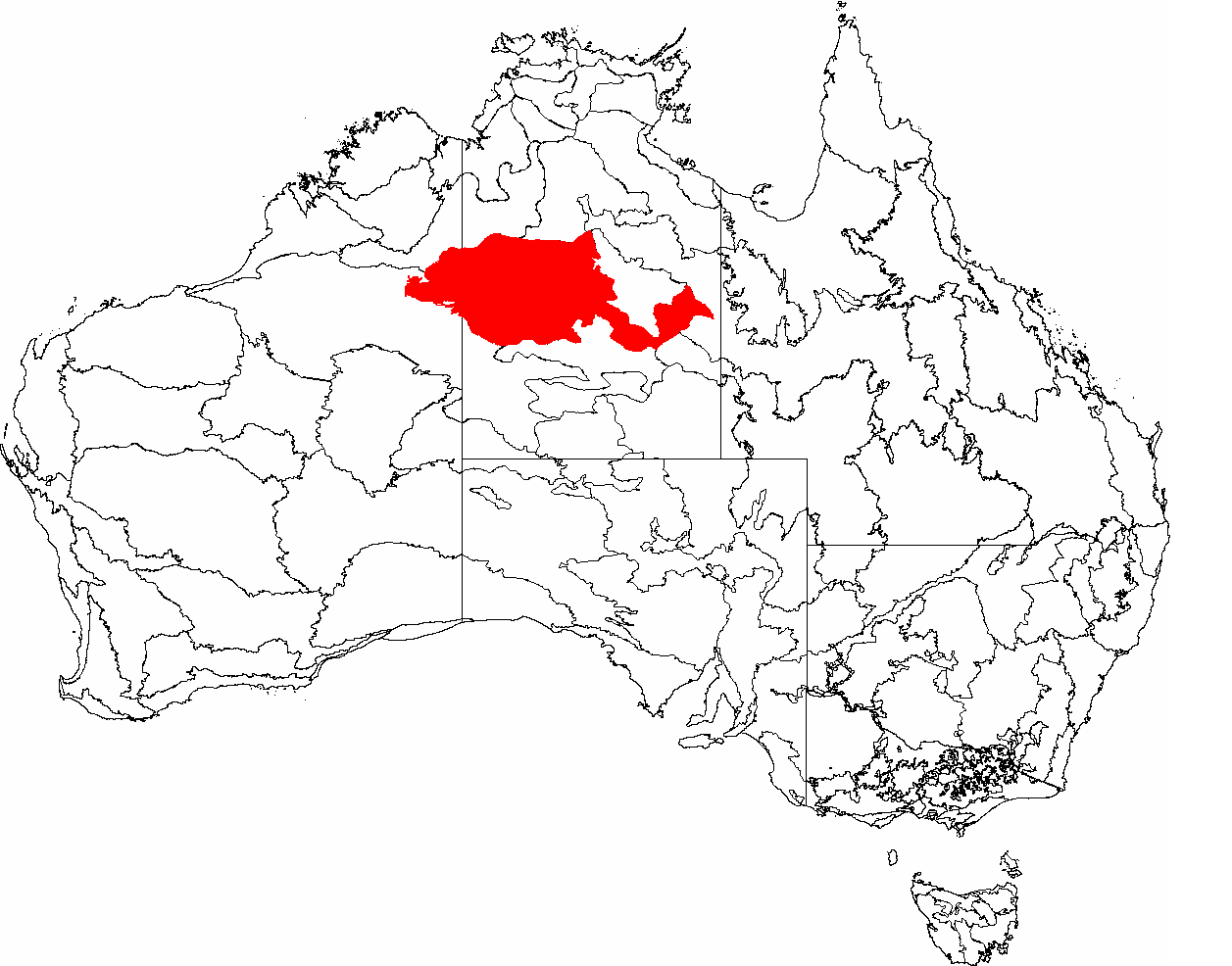
A Tanami-sivatag Ausztrália egyik IBRA régiója

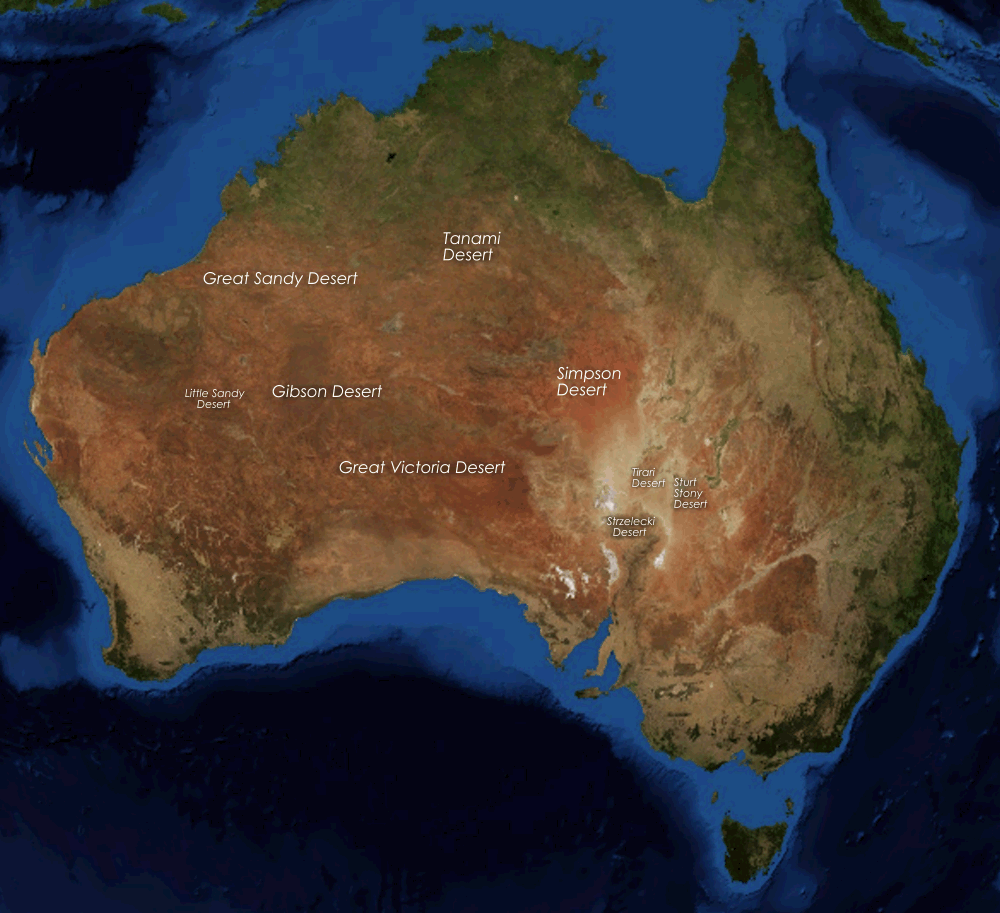
Ausztrália sivatagjainak térképe

A Tanami-sivatag Ausztrália középső területeinek nyugati részén helyezkedik el, az Északi területen. A sivatag sziklás vidékekből és kisebb hegyvidéki területekből áll. Az Északi terület déli határvidékét képező térséget a huszadik századi felfedezőutakig nem is térképezték fel komolyabban. A sivatagon a Tanami Road útvonal halad keresztül.
A Tanami-sivatag Ausztrália egyik IBRA (Interim Biogeographic Regionalisation for Australia- Ideiglenes biogeográfiai Regionalizáció Ausztrália számára) régiója. 

## Biológiai jelentősége
A kormányzat álláspontja alapján a Tanami-sivatag egyedülálló élőhelyet és menedéket kínál Ausztrália egyes vadon élő, veszélyeztetett állat- és növényfajai számára.
Fajok, amelyek kizárólag, vagy többek közt itt lelhetőek fel:
- western chestnut mouse (Pseudomys nanus),
- little native mouse (Pseudomys delicatulus),
- long-tailed planigale (Planigale ingrami),
- szürke sólyom Falco hypoleucos
- Australian Painted-snipe (Rostratula australis)
- Gyöngyös réce

## Őslakosok
A Tanami-sivatagban a kukatja és a walpiri népcsoport tagjai élnek. A tjurabalan népcsoport tagjai csak a sivatag határvidékén telepedtek le.

## Fordítás
Ez a szócikk részben vagy egészben  a   Tanami Desert című angol Wikipédia-szócikk ezen változatának fordításán alapul.  Az eredeti cikk szerkesztőit annak laptörténete sorolja fel. Ez a jelzés csupán a megfogalmazás eredetét és a szerzői jogokat jelzi, nem szolgál a cikkben szereplő információk forrásmegjelöléseként.